# Sultan Saïd Khan
Sultan Said Khan ( ouïghour : سۇلتان سەىد جان, ) dirigea le khanat de Yarkent de septembre 1514 à juillet 1533. Il est né à la fin du XVe siècle au Moghulistan et était un descendant direct du premier Khan, Tughlugh Timur, qui avait fondé l'État du Moghulistan en 1348 et régna jusqu'en 1363. Les Moghols étaient des Mongols turcisés convertis à l'Islam.

## Biographie

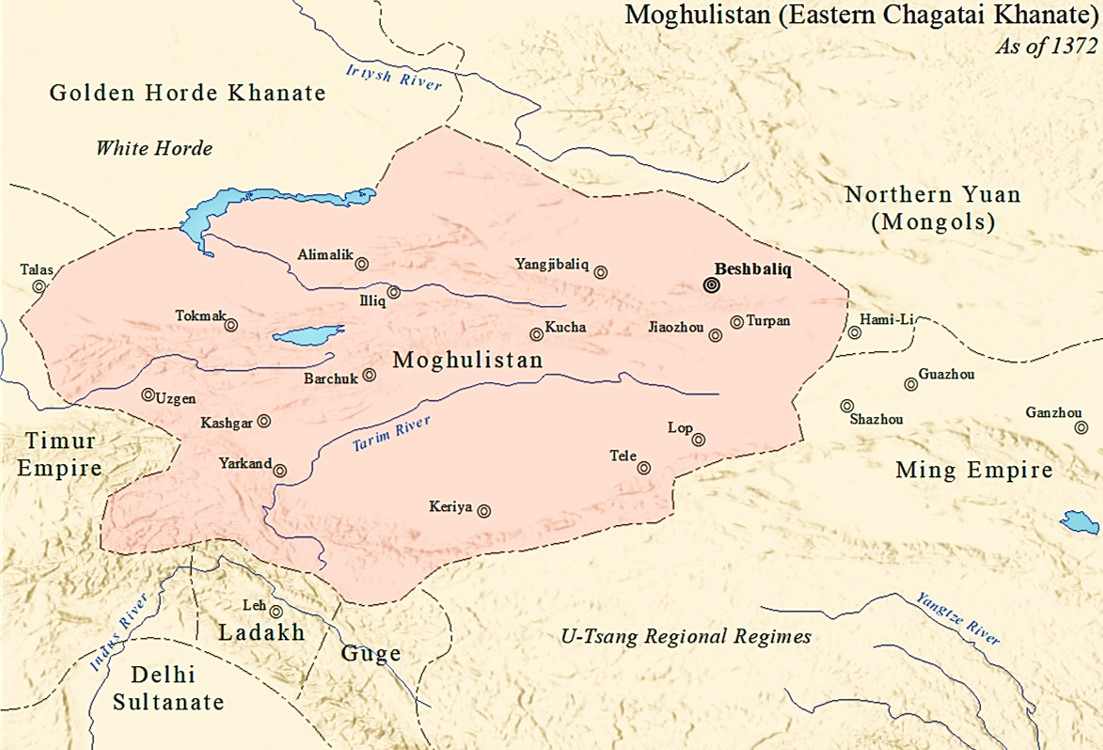
Moghulistan vers 1372

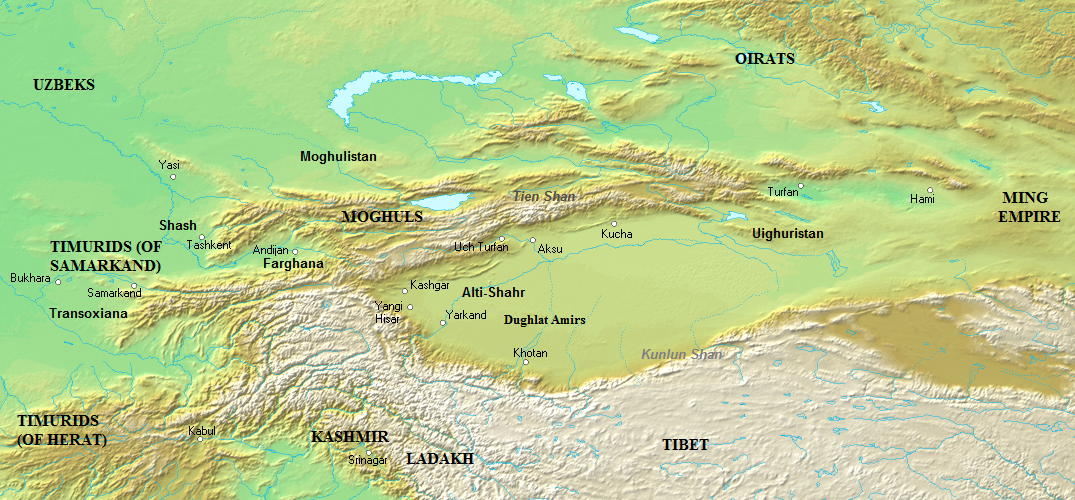
Asie centrale vers 1450

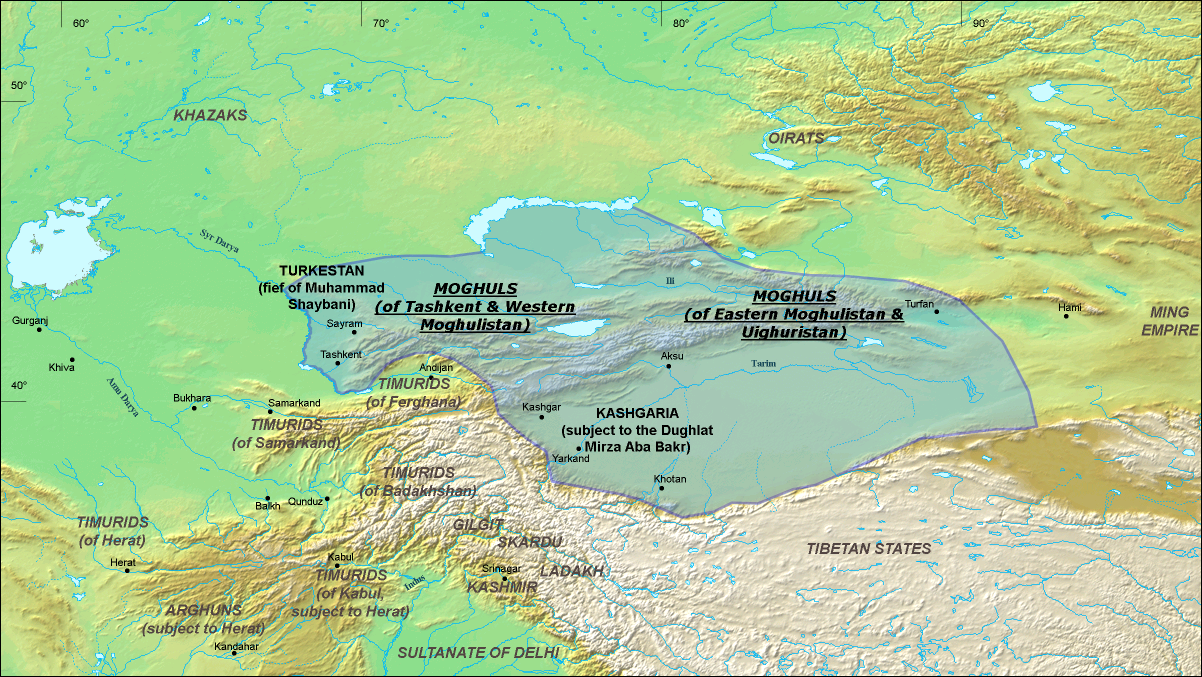
Asie centrale vers 1490

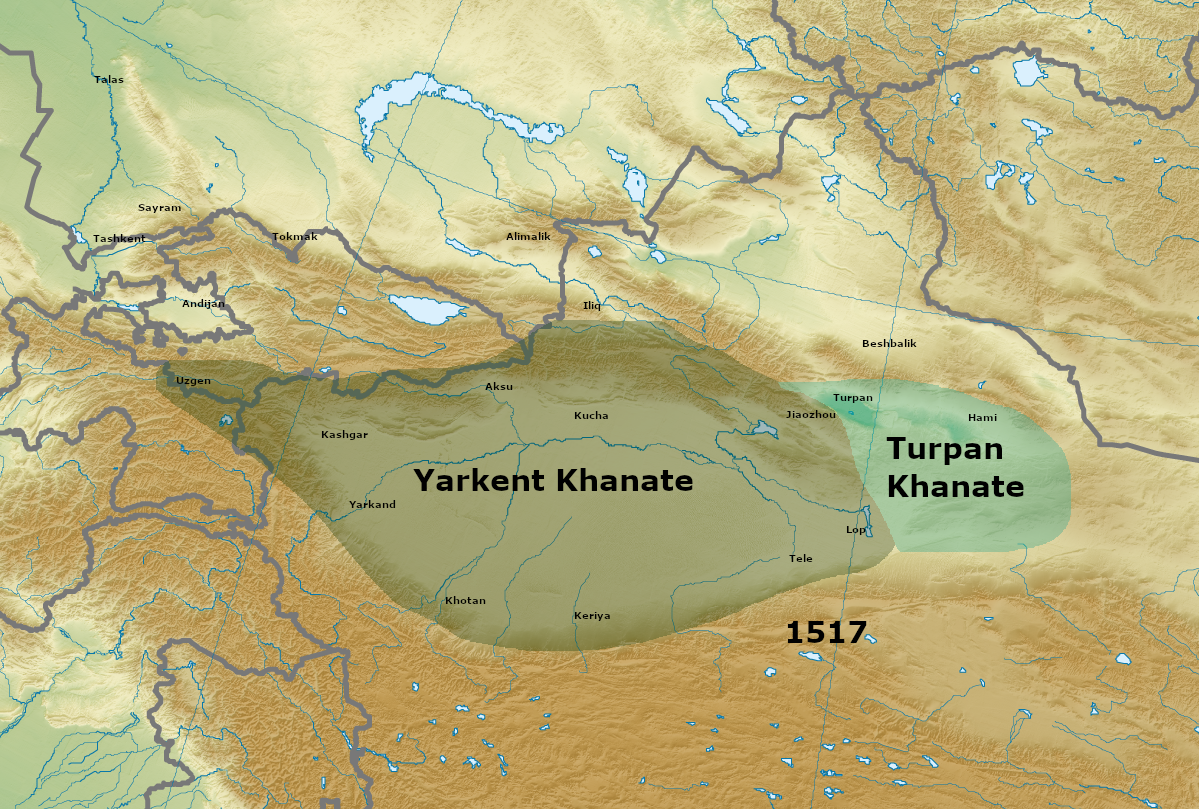
Yarkent et Turpan Khanat en 1517 au début du règne du sultan Said Khan (1514-1533)

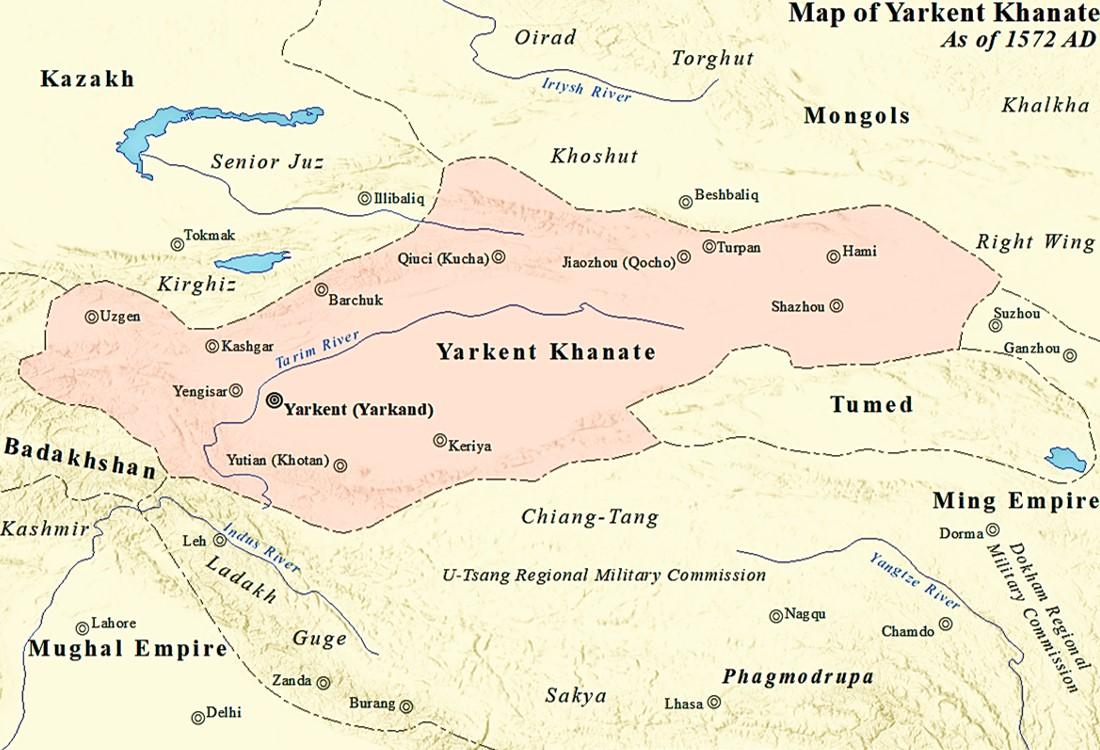
Yarkent Khanate en 1572 sous le règne du petit-fils du sultan Said Khan Abdul Karim Khan (1560-1591)

Badakhshan en 1529 lors d'un différend sur son sort entre Babur de l'Empire moghol en Inde et le sultan Said Khan du Yarkand Khanate.

Lorsque le Chagatai ulus, qui englobait à la fois le Turkestan oriental et occidental, s'est effondré, le résultat a été la création de deux États différents : Maverannahr au Turkestan occidental, avec sa capitale à Samarkand, où Timur le Grand est arrivé au pouvoir en 1370, et le Moghulistan, avec sa capitale à Almalik, près de l'actuelle ville de Gulja, dans la vallée d'Ili. Le Moghulistan comprenait des terres sédentaires du Turkestan oriental ainsi que des terres nomades au nord de Tangri Tagh . Les terres habitées étaient connues à l'époque sous le nom de Manglai Sobe ou Mangalai Suyah, qui se traduit par Shiny Land, ou Terre avancée qui faisait face au soleil. Ces terres comprenaient des villes-oasis de l'ouest et du centre du Tarim, telles que Khotan, Yarkand, Yangihisar, Kashgar, Aksu et Uch Turpan ; et impliquait à peine les villes-oasis de l'est de Tangri Tagh, telles que Kucha, Karashahr, Turpan et Kumul, où existaient encore une administration ouïghoure locale et une population bouddhiste. Les zones nomades comprenaient l'actuel Kirghizistan et une partie du Kazakhstan, y compris Jettisu, la région des sept rivières.
Le souverain d'Aksu, l'émir dughlat Puladchi, fit venir un jeune Tughluk Timur de 18 ans de la vallée d'Ili en 1347 et le déclara dans un kurultai petit-fils de Duwa Khan, arrière-petit-fils de Chagatai Khan et souverain. du Khanat Chagatai entre 1282 et 1307. Puladchi a forcé tous les nababs à reconnaître Tughluk comme Khan. Les Khans de Chagatai, le deuxième fils de Gengis Khan, à Tughluk Timur sont connus sous le nom de « Chagatai khans », et de Tughluk Timur à ses descendants sous le nom de « Khans moghols ».
Le Moghulistan a existé environ 100 ans, puis s'est divisé en trois parties : l'État du Yarkand ( mamlakati Yarkand ), avec sa capitale à Yarkand, qui englobait toutes les terres habitées de la Kashgaria occidentale, le Moghulistan encore nomade qui englobait les terres nomades au nord de Tengri Tagh, et L'Ouïghourstan qui englobait les terres habitées des bassins de l'est de la Kachgarie, de Turpan et de Kumul. Le fondateur de l'État de Yarkand était Mirza Abu Bakr, qui appartenait à la tribu des Dughlat . En 1465, il souleva une rébellion, captura Yarkand, Kashgar et Khotan et se déclara dirigeant indépendant, repoussant avec succès les attaques des dirigeants du Moghulistan Yunus Khan et de son fils Akhmad Khan, ou Ahmad Alaq, nommé Alach, « l'abatteur », pour sa guerre contre les Kalmouks. En 1462, le moghol khan Dost Muhammad s'établit à Aksu, refusant le style de vie nomade, et par conséquent les villes de l'Est de la Cachegarie, telles qu'Aksu, Uchturpan, Bai, Kucha, Karashar, ainsi que Turpan et Kumul, se séparèrent en Khanat oriental ou Ouïgourstan.
Les émirs Dughlat dirigeaient le pays situé au sud de Tangri-Tagh dans le bassin du Tarim depuis le milieu du XIIIe siècle, au nom de Chagatai Khan et de ses descendants, en tant que satellites. Le premier dirigeant dughlat, qui reçut des terres directement des mains de Chagatai, fut l'émir Babdagan ou Tarkhan . La capitale de l'émirat était Kashgar et le pays était connu sous le nom de Mamlakati Kashgar . Bien que l'émirat, représentant les terres habitées du Turkestan oriental, soit formellement sous le règne des khans moghols, les émirs dughlat tentèrent souvent de mettre fin à cette dépendance et soulevèrent de fréquentes rébellions, dont l'une aboutit à la séparation de Kashgar de Moghulistan pendant près de 15 ans (1416-1435).
Mirza Abu Bakr a dirigé Yarkand pendant 48 ans et son règne s'est caractérisé par la création d'un système pénitentiaire unique et très efficace, qui n'avait pas d'équivalent dans d'autres pays. Après avoir découvert, par hasard, 29 grands bols remplis de sable d'or et de pièces d'argent ( Balysh ), lors de fouilles dans la vieille ville de Yarkand, Mirza Abu Bakr a ordonné de commencer des fouilles dans tout le pays, dans toutes les vieilles villes et dans les régions abondées. villes du désert du Taklamakan également. Pour obtenir de la main-d'œuvre pour effectuer des fouilles de masse, il a utilisé des condamnés, hommes et femmes de tout âge. Le lieu de l'excavation s'appelait Kazyk et de nombreuses casernes pour les condamnés et les gardes étaient érigées, les condamnés étaient envoyés par étapes à Kazyks de tout le pays et les travaux d'excavation se poursuivaient toute l'année sans interruption. En utilisant ce système de travail forcé, il a collecté pendant son règne une très grande quantité de trésors et est devenu propriétaire de choses très rares et précieuses, certaines vieilles de plusieurs centaines et milliers d'années.
En mai 1514, le sultan Said Khan, petit-fils de Yunus Khan (souverain du Moghulistan entre 1462 et 1487) et troisième fils d' Akhmad Khan, entreprit une expédition contre Kashgar depuis Andijan avec seulement 5 000 membres (qui représentaient 9 ulus mogholes - Dughlat, Duhtui, Barlas, Yarki, Ordabegi, Itarchi, Konchi, Churas et Bekchi), et après avoir capturé la citadelle de Yangihisar, qui défendait Kashgar depuis la route sud, prit la ville, détrônant Mirza Abu Bakr. Peu de temps après, d'autres villes de l'État de Yarkand – Yarkand, Khotan, Aksu et Uch Turpan – le rejoignirent et reconnurent le sultan Said Khan comme dirigeant, créant ainsi une union de six villes, appelée Altishahr. Le succès soudain du sultan Said Khan est considéré comme dû au mécontentement de la population face au régime tyrannique de Mirza Abu-Bakr et à la réticence des émirs dughlat à lutter contre un descendant de Chagatai Khan, et qui a décidé, au contraire, pour amener la tête du souverain assassiné au sultan Said Khan. Cette décision a mis fin à près de 300 ans de règne (nominal et effectif) des émirs Dughlat dans les villes de Kashgaria occidentale (1219-1514). Mirza Abu Bakr a fui Yarkand pour le Ladakh avec une poignée de ses partisans et 900 ânes, chargés de ses nombreux trésors, et poursuivi sur ses talons par les émirs Dughlat et aussi les émirs Barlas, envoyés par le sultan Said Khan. Ils l'ont presque atteint dans les montagnes de Karangu Tagh, mais Mirza Abu Bakr a réussi à s'échapper en tuant les 900 ânes et en jetant tous les trésors dans la rivière Karakash . Au cours de sa fuite, il constata que toutes les garnisons qu'il avait précédemment déployées au Cachemire et au Petit Tibet ( Ladakh ) avaient été désertées par ses troupes. Ainsi, il a trouvé qu'il était impossible de rester au Ladakh, il a décidé de faire demi-tour et de se rendre au sultan Said Khan, mais à mi-chemin vers Yarkand, il a été capturé et massacré par les émirs Dughlat, qui l'ont trahi.
A cette époque, presque tout le Turkestan occidental ( Maverannahr ) fut envahi par les nomades Ouzbeks de Shaybani Khan, qui tuèrent tous les descendants de Timur le Grand et de Chagatai Khan. Le sultan Said Khan lui a sauvé la vie lorsqu'il a déménagé à Kashgar avec ses nobles. En 1516, il conclut un accord de paix avec son frère aîné Mansur Khan, le moghol khan de Chalish et Turpan ( Ouïghourstan ), décédé en 1543. En conséquence, la partie orientale du pays colonisé au sud et en partie au nord de Tangri-Tagh a rejoint son État, y compris les villes de Bai, Kucha, Chalish ( Karashahr ), Urum ( Urumchi ), Turpan, Kumul et Shazhou ( Dunhuang )., représentant les terres de l'ancienne Ouïghoure (856-1335) qui étaient connues sous le nom de Cinquième Ulus de l'Empire mongol au milieu du XIIIe siècle, parce que l'ancien dirigeant de l'Ouïghourie, idikut Baurchuk Art Tekin, épousa Altun Begi, la fille de Gengis Khan, et fut déclaré par Gengis comme son cinquième fils en 1211.
Les relations entre le khanat de Yarkand et la Chine de la dynastie Ming ne se sont pas développées, bien que les frontières extrême-orientales du Yarkand aient atteint le col de Jiayuguan à l'extrémité ouest de la Grande Muraille de Chine en raison des expéditions sacrées de Mansur Khan, y compris des expéditions contre les Ouïghours Sarigh – Ouïghours jaunes. ou Ouïghours de religion jaune, appelés Yugurs, qui adoraient le bouddhisme tibétain et se réfugièrent dans la province du Gansu en Chine Ming en 1529, fuyant les saints guerriers de Mansur Khan. Cette situation peut s’expliquer en partie par l’extinction complète du commerce de la Route de la Soie à cette époque.  

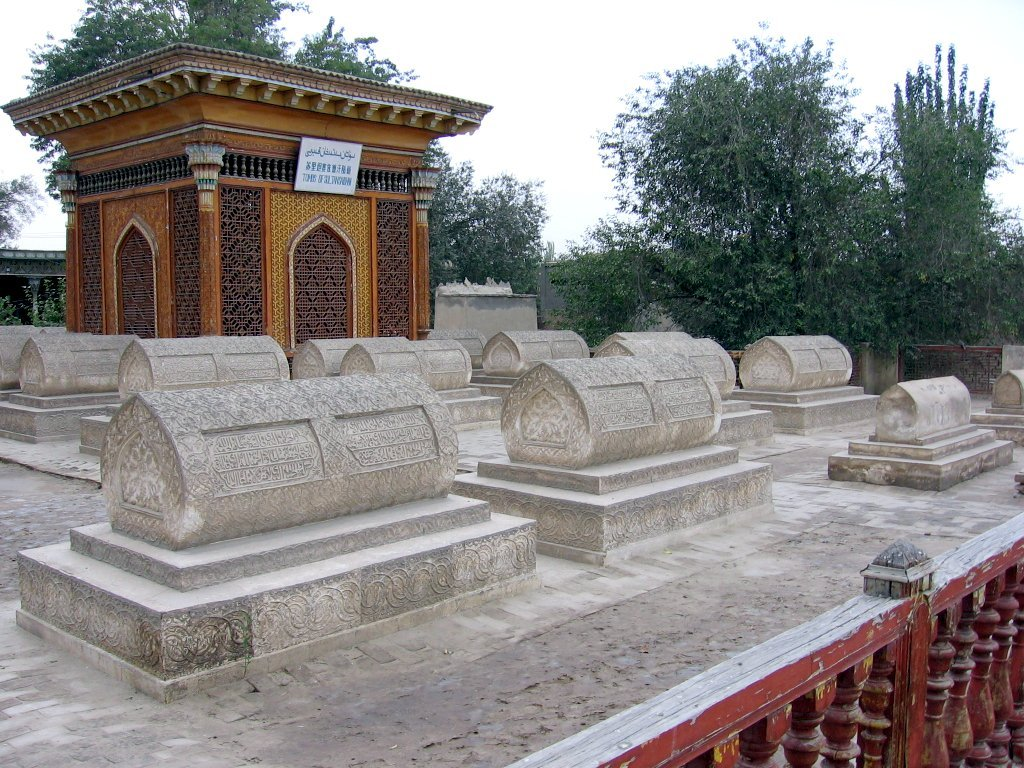
Cimetière royal Altyn des Khans Moghols du Khanat de Yarkand (1465-1705) à Yarkand avec les tombes du sultan Said Khan (1514-1533), Abdurashid Khan (1533-1560), Abdul Karim Khan (1560-1591), Muhammad Khan (1591- 1609), Shudja ad-Din Ahmad Khan (1609-1618), le sultan Abdal Latif (Afak Khan) (1618-1630) et d'autres membres de cette dynastie

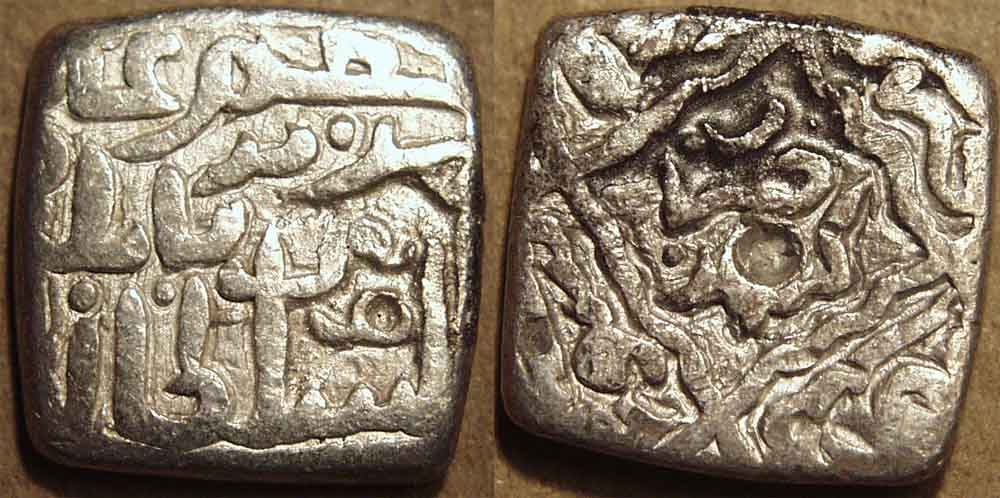
Sasnu en argent émis en 1533 au Cachemire par Haidar Dughlat, au nom de Said Khan. La légende de l'avers dit al-sultan al-a'zam mir sa'id khan.

Avant sa mort, pendant près de 20 ans de règne, il a uni tous les pays colonisés au sud de Tangri Tagh, de Kashgar à Kumul, en un seul État centralisé , le Yarkand Khanate, avec une population de même origine et langue. Des régions montagneuses telles que le Cachemire et Bolor sont également devenues des dépendances du Yarkand Khanate, ont payé des tributs et frappé des pièces d'argent et d'or sous le nom de « Abul Fath Sultan Said Khan Ghazi ». L'écrivain contemporain Dughlat Amir Mirza Muhammad Haidar a déclaré que c'était une époque où le pouvoir de la tyrannie (le règne de Mirza Abu Bakr ) avait été remplacé par le pouvoir de la loi et de l'ordre sous le règne du sultan Said Khan. Le vol de biens était considéré comme un crime grave et passible de sanctions sévères, allant jusqu'à l'exécution. Les paysans étaient encouragés à laisser leurs outils dans les champs après le travail, et les propriétaires à garder les portes de leurs maisons ouvertes. Les commerçants étrangers, à leur arrivée dans n'importe quelle ville, pouvaient déposer leurs bagages directement sur la route et, après s'être reposés pendant plusieurs jours et revenir, ils pouvaient retrouver leurs marchandises au même endroit – en sécurité et intacte.
Saïd Khan entretenait une relation étroite avec Babur, son cousin et fondateur de l'empire moghol à travers l'Himalaya et la chaîne du Karakoram du khanat de Yachkent.
Le sultan Said Khan est parfois mentionné sous le titre de Ghazi pour ses expéditions militaires. Le règne du sultan Said Khan fut fortement influencé par les khojas.
Son règne comprenait une campagne à Bolor en 1527-1528 avec son fils Rashid et Mirza Muhammad Haidar à la tête des troupes,, et un raid dans le Badakhshan en 1529  à la demande de ses habitants, qui temporairement se sont retrouvés sans dirigeant lorsque Babur, malade, a rappelé son fils aîné Humayun Mirza du Badakhshan (dirigé du Badakhshan en 1520-1528) à Agra pour être son successeur en cas de décès et qui a reconnu les droits du sultan Said Khan sur le Badakhshan en tant que petit-fils de Shah Begum . Lorsque le sultan Said Khan est arrivé au Badakhshan, il a découvert que le plus jeune fils de Babur Hindal Mirza était déjà assis dans la forteresse de Zafar, capitale du Badakhshan, tandis que Mirza Muhammad Haidar, qui avait été envoyé à l'avance au Badakhshan avec des troupes, assiégeait la forteresse. Le siège de la forteresse de Zafar a duré 3 mois pendant lesquels Babur a réuni le Conseil d'État à Agra et il a été décidé d'éviter une guerre entre l'empire moghol et le khanat de Yarkent. Hindal Mirza a été rappelé à Agra et Suleiman Shah, fils de l'ancien souverain de Badakhshan Mirza Wais Khan, décédé en 1520 et fils du sultan timuride Mahmud Mirza et du sultan Nigar Khanum, fille de Yunus Khan et Shah Begum, a été rétabli en tant que dirigeant légitime du Badakhshan.

### Expédition au Ladakh et mort
Saïd Khan a lancé des expéditions de pillage au Ladakh et au Cachemire en 1532. Le récit de cette expédition militaire a été enregistré par son général Mirza Muhammad Haidar Dughlat, qui était le cousin germain du sultan, dans l'ouvrage d'histoire Tarikh-i-Rashidi (تاریخ رشیدی) ( Histoire de Rashid ).
À l'automne 1531 (Safar 938 AH ), le sultan Said Khan quitta Yarkand avec Haidar et quelques milliers d'hommes. Lors de sa première traversée du Karakorum, le sultan a souffert d'un grave mal d'altitude, mais il a réussi à se rétablir. Au cours de quelques mois de campagne, ils ont réussi à dévaster la vallée de la Nubra. À l’approche de l’hiver, leurs forces se sont divisées. Le sultan partit pour le Baltistan ; Haidar est parti pour le Cachemire. Au Baltistan, le sultan a rencontré une population de musulmans amis, mais il les a tués et réduits en esclavage, peut-être parce qu'ils étaient chiites, ce qui était hérétique pour les sunnites orthodoxes de Yarkandi. Sur le chemin du Cachemire, Haider bat les Dras près de Zoji La . Au Cachemire, lui et ses troupes furent accueillis par le roi de Srinagar. Au printemps, les deux partis se retrouvent à Maryul, le sultan décide de retourner à Yarkand, mais il charge Haider de conquérir le Tibet pour l'Islam avant son départ,.
Le sultan Said Khan serait mort à Daulat Beg Oldi alors qu'il retournait à Yarkent,,. Il mourut en 1533 d'un œdème pulmonaire de haute altitude,. Henry Walter Bellew soutient que le lieu de sa mort était ici à Daulat Beg Oldi. La nouvelle de la mort du sultan a conduit à une succession sanglante qui a vu l'ascension d' Abdurashid Khan . Abdurashid Khan a rappelé les forces au Tibet et a exilé Haidar. À ce moment-là, Haidar a remporté quelques succès contre les Tibétains Changpa de Baryang, mais ses forces ont grandement souffert de l'altitude et des éléments. Au moment où l’armée est revenue à Yarkand, sur les quelques milliers de soldats qui étaient au départ, il en restait moins d’une douzaine. L'exilé Haidar a reçu le refuge de sa tante maternelle au Badakhshan. Il rejoignit finalement les rangs de l'empire moghol où il écrivit le Tarikh-i-Rashidi,.

## Conséquences

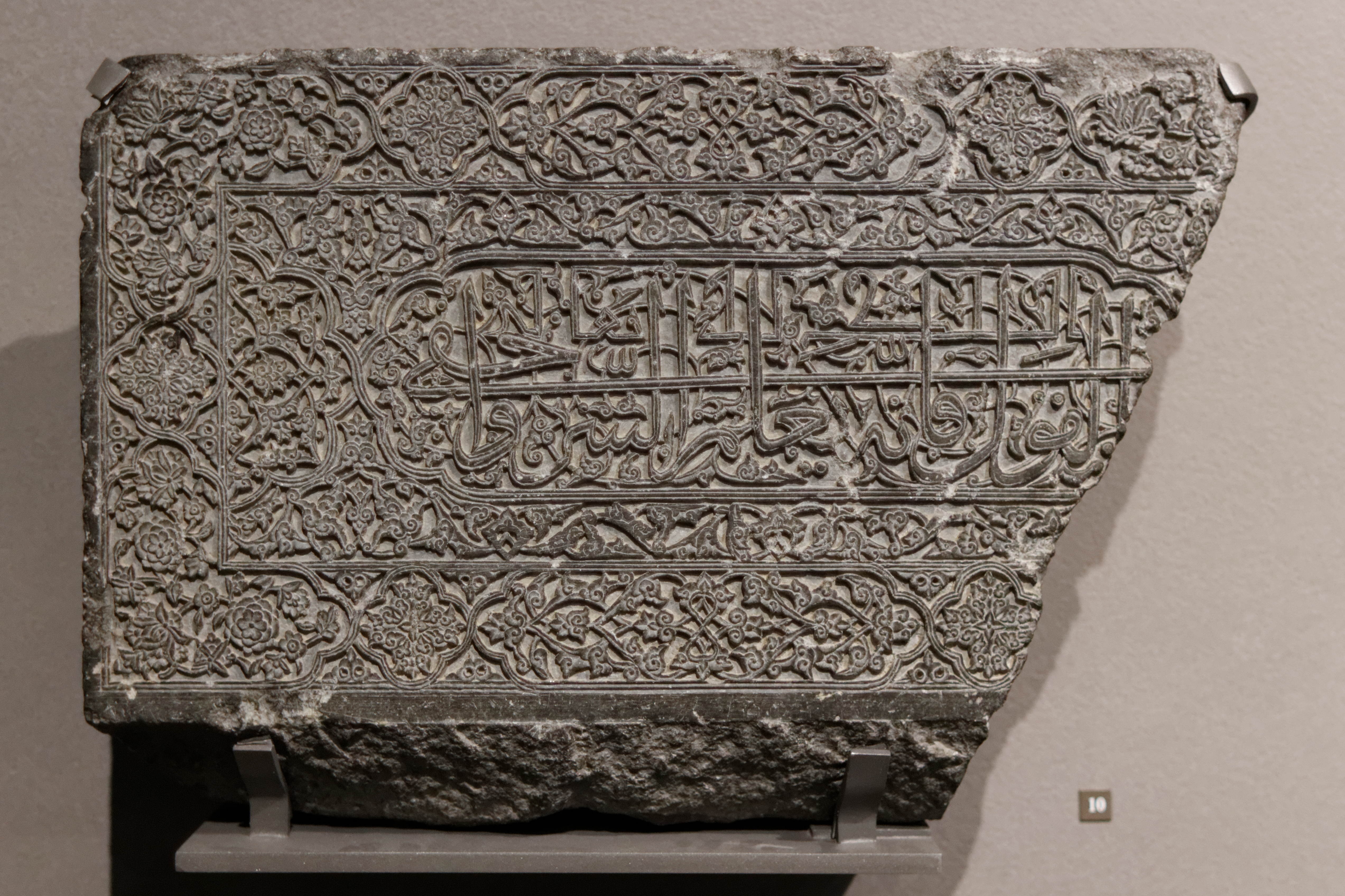
Pierre tombale au nom d'Abu al-Ghazi Sultan Bahadir Khan (souverain du khanat de Boukhara). Samarcande, 1530-1533. Musée du Louvre MAO 342. Dédicace : هذا مرقد السلطان السّلاطين العرب / والعجم صاحب الجود والكرم / المخصوص بعنايت الرّحمن أبو الغازي / سلطان سعيد بهادر خان إبن خاقان / المرحوم أبو الغازي أبو سعيد بهادرخان "C'est le lieu de repos du sultan des sultans des Arabes et des Perses, le excellent et très généreux, le garant des lieux saints, Abū al-Ġāzī Sultan Sa'īd Bahādur Ḫān, fils du défunt ḫāqān Abū al-Ġāzī Sa'īd Bahādur Ḫān".

Le sultan Said Khan fut remplacé à Yarkand par son fils, Abdur Rashid Khan ( Abdurashid Khan ), qui régna de 1533 à 1560.
L'historien Mirza Muhammad Haidar, en 1546, a appelé la partie orientale du pays le « Khanat oriental ou Ouïghourstan » dans son célèbre livre Tarikh-i-Rashidi, écrit au Cachemire. La capitale de cet État était Yarkand, et elle était connue sous les noms de mamlakati Saidiya, mamlakati Yarkand et mamlakati Moghuliya dans les sources iraniennes. Le nom de famille n'était cependant pas exact, car à cette époque l'État nomade du Moghulistan s'était effondré. Elle fut éliminée au cours des XVe et XVIe siècles par les tribus nomades des Kirghizes, des Kazakhs et des Jungars, qui s'emparèrent de toutes les terres mogholes au nord de Tangri Tagh . Les restes des Moghols (environ 5 000 familles, pour la plupart issues des ulus des Barlas, Churas et Arlat ) se sont déplacés vers la Kashgaria et se sont mélangés à la population locale de 1 000 000 Ouïghours, bien qu'un groupe de Moghols, au nombre de 30 000 hommes, ait rejoint Babur, un descendant de Timur le Grand par son père Omar Sheikh Mirza, et descendant de Chagatai Khan par sa mère Kutluk Nigar Khanum, fille du Moghol Yunus Khan, à Kunduz, en 1512, et l'aida dans son invasion de l'Inde. L'État de Babur en Inde était connu sous le nom d'Empire Moghol, et cet État a reconnu le Khanat de Yarkand en 1529 (lorsque Babur et le sultan Said Khan ont réglé pacifiquement le problème autour du Badakhshan, qui était revendiqué par les deux cousins comme leur terre héréditaire) comme il l'a fait pour les Shaybanides. état à Maverannahr, en 1538.
Ce pays fut plus tard connu sous le nom de « Kashgar et Ouïghourstan », selon l'historien balkh Makhmud ibn Vali (« Bahr al-Asrar », Mer des Mystères, 1641-1644). L'historien de Kashgar Muhammad Imin Sadr Kashgari a appelé le pays Ouïghourstan dans son livre Traces d'invasion ( Asar al-futuh ) en 1780 (par opposition à Jungaria, qu'il a appelé Moghulistan, et à la vallée de la rivière Ili, qu'il a appelée Baghistan, c'est-à-dire Terre de jardins). ). Il a écrit que ce grand pays comprenait une union de six villes au sud de Tangri Tagh – Kashgar, Yangihisar, Yarkand, Khotan, Aksu ( Ardabil ) et Uch Turpan ( Safidkuh ) – le soi-disant Altishahr, ainsi que Kucha, Chalish ( Karashahr ), Turpan et Kumul. Selon lui, le pays ne s'est pas effondré à cause des attaques d'ennemis extérieurs, mais à cause des ambitions personnelles de ses chefs religieux, les Khojas . Les Khojas étaient divisés en deux groupes hostiles qui se détestaient et s'entretuaient : les Ak Taghliks (montagnards blancs) et les Kara Taghliks (montagnards noirs), qui déposèrent l'un des derniers khans moghols, Ismail Khan, en 1678, avec l'aide de a invité les Kalmouks ( Dzungars ) et a mis le pays tout entier sous les pieds des futurs envahisseurs, y compris le khanat de Dzungar et la dynastie Qing de Chine, pour obtenir des pouvoirs personnels.

## Famille

### Généalogie ascendante
Consorts
- Zainab Sultan Khanum, fille de Mahmud Khan Chaghatai et épouse préférée de Said, mère d'Ibrahim Khan, Muhsin Khan et Mahmud Yusuf ; [16]
- Makhduma Begum, sœur de Suqar Bahadur Qaluchi, mère d' Abdurashid Khan ; [16]
- Habiba Sultan Khanish, fille de Muhammad Husayn Mirza Dughlat et Khub Nigar Khanum, fille de Yunus Khan ; [16]

Enfants
- Abdurashid Khan ;
- Ibrahim Khan ;
- Muhsin Khan ;
- Mahmoud Yusuf ;
- Badi-ul-Jamal Khanum, marié d'abord à Baush Sultan des Kazaks ouzbeks, marié ensuite à Muhammadi Barlas, un paysan ; [16]

## Généalogie des Moghols Khans du Yarkent Khanate
Dans Babr Nama écrit par Babur, page 19, chapitre 1 ; a décrit la généalogie de son grand-père maternel Yunas Khan comme suit :

"Yūnas Khān descend de Chaghatāī Khān, le deuxième fils de Chīngīz Khān (comme suit,) Yūnas Khān, fils de Wais Khān, fils de Sher-'alī Aūghlān, fils de Muḥammad Khān, fils de Khiẓr Khwāja Khān, fils de Tūghlūq- tīmūr Khān, fils d'Aīsān-būghā Khān, fils de Dāwā Khān, fils de Barāq Khān, fils de Yīsūntawā Khān, fils de Mūātūkān, fils de Chaghatāī Khān, fils de Chīngīz Khān" 
1. ↑  Yuan Shi, volume 122
2. ↑  Bano, « Mughal relations with the Kashghar Khanate », Proceedings of the Indian History Congress, vol. 63,‎ 2002, p. 1116–1119 (JSTOR 44158181)
3. 1 2  Romesh Bhattacharji, Ladakh: Changing, Yet Unchanged, Rupa Publications, 2012 (ISBN 978-8129117618, lire en ligne) :« Some 400 years earlier, in ad 1527, a Yarkandi invader, Sultan Saiad Khan Ghazi (also known as Daulat Beg) of Yarkand, briefly conquered Kashmir after fighting a battle along this pass. He died in 1531 at Daulat Beg Oldi (meaning, where Daulat Beg died) at the foot of the Karakoram pass, after he was returning from an unsuccessful attempt to invade Tibet. »
4. ↑  Grousset, p. 500
5. ↑  Thomas Hungerford Holdich, Tibet: Le Mystère, New York, Frederick A. Stokes, 1906, p. 61
6. ↑  Alberto M. Cacopardo et Augusto S. Cacopardo, Etats du Peristan, Histoire, religion et société chez les Hindoues., Rome, Institue d'Italie d'Afrique et d'Orient, 2001 (ISBN 9788863231496), p. 47
7. 1 2 3  Christoph Baumer, The History of Central Asia: The Age of Decline and Revival, vol. 4, London, I. B. Tauris, 2018 (ISBN 978-183860-867-5, lire en ligne)
8. ↑  Henry Walter Bellew, The History of Káshgharia, Calcutta, Foreign Department Press, 1875, 66–67 p. (lire en ligne)
9. 1 2  Harish Kohli, Across the Frozen Himalaya: The Epic Winter Ski Traverse from Karakoram to Lipu Lekh, New Delhi, Indus Publishing, 2000, 66–67 p. (ISBN 81-7387-106-X, lire en ligne) :« According to H.W. Bellew, he was no ordinary traveller but a great warrior, a partisan of Babur, the conqueror of Ferghana and the king of Yarkand and Kashgar ».
10. 1 2  Bellew, « Kashmir and Kashghar: A Narrative of the Journey of the Embassy to Kashghar in 1873–74 », Ludgate Hill, Trübner & Co., 1875, p. 95–98
11. ↑  Albert von Le Coq, Buried Treasures of Chinese Turkestan: An Account of the Activities and Adventures of the Second and Third German Turfan Expeditions, Oxford, Routledge, 2018 (ISBN 978-0-429-87141-2, lire en ligne), p. 292
12. ↑  Neil Howard et Kath Howard, Art and Architecture in Ladakh: Cross-Cultural Transmissions in the Himalayas and Karakoram, Leiden, Brill, 2014, 88 p. (ISBN 9789004271807), « Historic Ruins in the Gya Valley, Eastern Ladakh, and a Consideration of Their Relationship to the History of Ladakh and Maryul »
13. ↑  Oleg F. Akimushkin, Central Asia on Display: Proceedings of the VII Conference of the European Society for Central Asian Studies, vol. 2, Wien, LIT Verlag Münster, 2005 (ISBN 3-8258-8586-0), « The Alliance of the Chaghataids of Eastern Turkestan and of the Shibanids of Mawarannahr Against the Qazakhs in the Middle of the 16th Century », p. 29
14. 1 2  « Fragment de cénotaphe au nom d'Abu al-Ghazi Sultan Bahadur Khan », 1530
15. ↑  Simon Berger, « "Une armée en guise de peuple" : la structure militaire de l'organisation politique et sociale des nomades eurasiatiques à travers l'exemple mongol médiéval », Thèse de doctorat en Histoire, Paris, EHESS,‎ 12 décembre 2022 (lire en ligne, consulté le 9 octobre 2023)
16. 1 2 3 4  Gul-badan Begam, The History of Humāyūn (Humāyūn-nāma), London, Royal Asiatic Society, 1902, 213, 235–236, 261, 295 (lire en ligne)
17. ↑  Zahiru'd-din Muḥammad Bābur Pādshāh Ghāzi, The Bābur-nāma in English (Memoirs of Bābur), vol. 1, London, Sold by Luzac & Co., 1922 (lire en ligne), 19